# Сугавара-но Митидзанэ

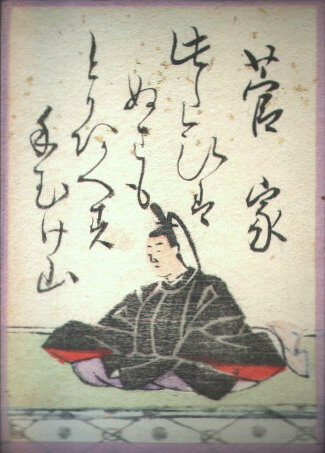
Кан Кэ (известный как Сугавара-но Митидзанэ) из галереи «Хякунин иссю»

Сугавара-но Митидзанэ (яп. 菅原道真 Сугавара-но Митидзанэ; 1 августа 845, Киото, Япония — 26 марта 903, Дадзайфу, Япония) — японский государственный деятель, учёный и поэт периода Хэйан. Известен также под именем Кан Сёдзё (菅丞相). Считается синтоистским божеством Тэндзином, покровителем наук.

## Краткие сведения
Сугавара-но Митидзанэ родился 1 августа 845 года в семье чиновника. Начиная с его деда, род Сугавара служил при императорском дворе. Занятием рода было преподавание истории и китайского классического канона в столичном университете для будущих государственных служащих. Отец Митидзанэ открыл частную школу в своих владениях, в которой готовил учеников ко вступительным экзаменам в столичный университет и военным должностям.
В 862 году Сугавара-но Митидзанэ сдал вступительные экзамены и стал студентом университета в Киото. По окончании учёбы, он начал свою карьеру при дворе в качестве учёного-чиновника. Благодаря отличному знанию китайского языка, ему поручали дипломатические миссии и посещения иностранных посольств. Кроме государственной службы, Сугавара продолжал вести дела частной школы, которую учредил его отец. В 877 году 33-летний Митидзанэ получил почетный титул мондзё хакуси (яп. 文章博士, «знаток текстов») и стал главой единственного японского университета в столице. Таким образом он достиг наивысшей награды, которую мог получить японский учёный тех времен.
Быстрый рост Сугавары по иерархической лестнице японского чиновничества испугал японских аристократов, в первую очередь семью Фудзивара. В 886 году, они добились назначения Митидзанэ на пост правителя провинции Сануки и фактически выпроводили его из столицы. Однако благодаря политическому конфликту между императором Уда и Фудзивара-но Мотоцунэ, Сугавара смог вернуться в Киото.
Благодаря опеке японского монарха, Митидзанэ получил незаурядный авторитет при дворе. В 899 году он был назначен «правым министром» императорского правительства. Однако рост власти нового министра опять обеспокоил аристократов. Кроме того, реформы, которые Сугавара планировал провести в области управления и административного аппарата, настроили против него столичное чиновничество. Этой ситуацией воспользовались его враги, во главе с Фудзивара-но Токихирой. В 901 году они обвинили Митидзанэ в придворных интригах и выслали его на Кюсю, назначив на должность главы провинциального правительства в Дадзайфу.
26 марта 903 года, без надежд вернуться в столицу, Сугавара-но Митидзанэ умер в изгнании.
Вскоре после его смерти Киото поразила чума, от которой погибли сыновья императора Дайго, одного из участников изгнания Сугавары. Кроме этого, этот город пострадал от ливней и тайфунов. Несколько молний неоднократно ударили по императорскому дворцу. Монарх и аристократы расценили это как месть духа умершего Сугавары. Для его умиротворения в столице было возведено синтоистское святилище Китано-Тэммангу, а самому покойному изгнаннику был присвоен титул «главного министра» дайдзё дайдзин (太政大臣) и он был провозглашён «небожителем» — покровителем наук и учёбы. Сегодня много японских святилищ возведено в его честь.